# 纽子果
纽子果（学名：Ardisia polysticta），为報春花科紫金牛属下的一个种。

## 亚种

### 原亚种
纽子果（Ardisia polysticta subsp. polysticta，原亚种）有如下异名：
- 纽子果[3][4]
- 长叶纽子果[5]

### A. polystictasubsp.punctipetala
另一亚种为。

## 扩展阅读
- 維基物種上的相關：纽子果